# Coursegoules
Coursegoules (Corsegola in italiano desueto) è un comune francese di 472 abitanti situato nel dipartimento delle Alpi Marittime della regione della Provenza-Alpi-Costa Azzurra.

## Società

### Evoluzione demografica
Abitanti censiti